# Messier 5
Messier 5 (M5 o NGC 5904) és un cúmul globular visible a la constel·lació Serp. Va ser descobert per Gottfried Kirch el 1702. Presenta molt bones condicions d'observació, ja que és visible a ull nu com una estrella prop de l'estrella 5 Serpentis. Amb binoculars o petits telescopis es pot identificar aquest fàcilment.
La seva magnitud conjunta en banda B (filtre blau) és igual a 7,34 i fotogràficament s'aprecia de color groguenc a causa de la gran quantitat d'estrelles gegants vermelles que conté. Presenta una velocitat radial respecte al Sol de 51,8 km/s o 186.480 km/h. L'esfera gravitacional d'influència de l'M5 té un radi d'uns 200 anys llum i s'estén a través de 165 anys llum, el que converteix aquest cúmul en un dels més grans coneguts. Té una edat d'uns 13 mil milions d'anys.

## Estrelles variables
Per a l'aficionat dotat d'un telescopi mitjà (150-200 mm de diàmetre) equipat amb càmera CCD, la variable més brillant és V42; es tracta d'un astre de magnitud 11,22 (en banda V) que polsa amb un període de 12,75 dies i pertany al tipus RV Tauri.
Es coneixen al voltant de 105 estrelles variables en lluentor, unes 97 de les quals són del tipus RR Lyrae. Les estrelles RR Lyrae, algunes vegades anomenades variables de cúmul, són d'alguna manera semblants a les variables cefeides i com a tal es poden usar com a eina per mesurar distàncies a l'espai, ja que es coneix la relació entre la seva lluminositat i el seu període. L'estrella més brillant i, per tant, la més fàcilment observable varia la seva magnitud de 10,6 a 12 en un període per sota dels 26,5 dies. També s'ha observat una nana nova en aquest cúmul.